# Columna vertebral
La columna vertebral o raquis, també coneguda com a espinada, espina, rosari de l'esquena, és part de l'esquelet axial. La columna vertebral és la característica que defineix un vertebrat, en el qual el notocordi (un cordó fi i flexible de composició uniforme) que es troba en tots els cordats ha estat reemplaçat per una sèrie d'ossos segmentats (vèrtebres separades per discos intervertebrals). En la columna vertebral es troba el canal medul·lar, una cavitat que tanca i protegeix la medul·la espinal.
Hi ha al voltant de 50.000 espècies d'animals que tenen una columna vertebral. La columna vertebral humana és un dels exemples més estudiats i està formada per 33 vèrtebres en total: 7 vèrtebres cervicals, 12 toràciques (o dorsals), 5 lumbars, 5 sacres (que habitualment estan soldades) i 4 coccigeals que formen el còccix (o carpó).

## Estructura
Normalment la columna vertebral humana està formada per 33 vèrtebres; la part superior té 24 vèrtebres articulades i separades entre si pels discos intervertebrals, i la part inferior té 9 vèrtebres fusionades en adults (les 5 del sacre i les 4 de l'os còccix).
Les vèrtebres articulades es denominen segons la seva regió de la columna vertebral. Hi ha 7 vèrtebres cervicals, 12 vèrtebres toràciques o dorsals i 5 vèrtebres lumbars. El nombre de vèrtebres en una regió pot variar, però aquestes peculiaritats anatòmiques són escasses. Les més comunes es donen en sacre i còccix i en rares ocasions varia el nombre de les vèrtebres de la regió cervical.
Hi ha lligaments que s'estenen en la longitud de la columna per la part davantera, la part posterior i entre les vèrtebres, que uneixen les apòfisis espinoses, les apòfisis transverses i les làmines vertebrals.

### Les vèrtebres

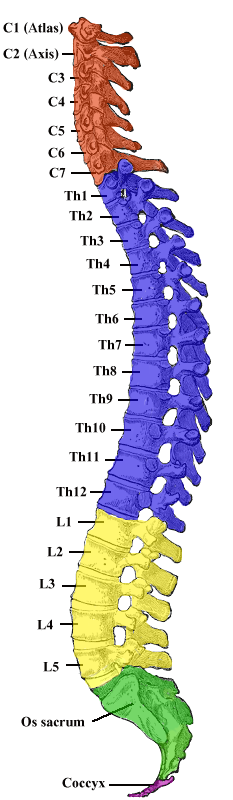
Numeració de les vèrtebres de la columna vertebral humana

Les vèrtebres de la columna vertebral es divideixen en diferents segments, que corresponen a les corbes de la columna vertebral. Les vèrtebres articulades es denominen segons la seva regió de la columna vertebral. Les vèrtebres en aquestes regions són essencialment iguals, amb variacions morfològiques menors, excepte l'atles i l'axis que són uns ossos mot diferents a la resta de vèrtebres cervicals. Aquestes regions s'anomenen columna cervical, columna toràcica o dorsal, columna lumbar, sacre i còccix.
Hi ha 7 vèrtebres cervicals, 12 vèrtebres toràciques (o dorsals) i 5 vèrtebres lumbars. El nombre de vèrtebres en una regió pot variar, però -en general- el nombre sempre és el mateix, a banda de variacions anatòmiques particulars o existència de patologies malformatives. Les vèrtebres de la columna cervical, toràcica i lumbar són ossos independents, i en general força similars. Les vèrtebres del sacre i el còccix estan normalment fusionades i no tenen la capacitat de moure's de forma aïllada. Dues vèrtebres especials són l'atles (C1) i l'axis (C2), sobre les quals descansa el cap i que foren part de la estructura articular de la xarnera occipito-cervical.
Una vèrtebra típica consta de dues parts: el cos vertebral i l'arc vertebral. L'arc vertebral és posterior, el que significa que s'enfronta a la part posterior d'una persona. Juntes, aquestes parts tanquen el foramen vertebral, que conté la medul·la espinal. Com que la medul·la espinal acaba en la columna lumbar, el sacre i el còccix estan fusionats i no contenen un forat central. L'arc vertebral està format per un parell de pedicles i un parell de làmines, i suporta set processos (també anomenats apòfisis vertebrals: quatre articulars, dues transversals, i una espinosa que es correspon a l'espina neural d'algunes espècies animals). Dos processos transversals i un procés espinós es troben a la part posterior (darrere) del cos vertebral. El procés espinós ve per la part del darrere, un procés transversal surt a l'esquerra i de la dreta. Habitualment, els processos espinosos de les regions cervical, dorsal i lumbar es poden sentir a través de la pell.
A sobre i sota de cada vèrtebra hi ha articulacions interapofisàries, altrament dites cigapofisàries. Aquestes restringeixen la gamma de moviments possibles, i estan unides per una part prima de l'arc neural anomenada pars interarticularis. Entre cada parell de vèrtebres hi ha dos petits forats anomenats foràmens intervertebrals. Els nervis espinals surten de la medul·la espinal a través d'aquests forats.
Individualment, les vèrtebres s'anomenen segons la regió a la qual pertanyen. La mobilitat global de la columna és el resultat de la suma dels moviments de totes les seves regions (flexió-extensió, flexió lateral i rotació). De dalt a baix i agrupades regionalment, les vèrtebres són:
- Vèrtebres cervicals: 7 vèrtebres (C1–C7).
- Vèrtebres toràciques (o dorsals): 12 vèrtebres (T1–T12).
- Vèrtebres lumbars: 5 vèrtebres (L1–L5).
- Vèrtebres sacres: 5 vèrtebres (fusionades) (S1–S5).
- Vèrtebres del còccix: 4 (3–5) vèrtebres (fusionades).

### La seva forma

Corves de la columna vertebral

La columna cervical superior té una corba (corba cervical), convexa cap endavant, que comença en l'axis (segona vèrtebra cervical, C2) en el vèrtex de l'apòfisi odontoide (dens), i acaba en el centre de la segona vèrtebra toràcica (T2); és la menys marcada de totes les corbes. Aquesta corba es una corba lordòtica.
La corba toràcica, cóncava cap endavant, comença en el centre de la segona vèrtebra toràcica (T2) i acaba en el centre la dotzena vèrtebra toràcica (T12). El seu punt més prominent correspon darrere de l'apòfisi espinosa de la setena vèrtebra toràcica (T7). Aquesta corba es una corba cifòtica.
La corba lumbar és més marcada en la dona que en l'home, i comença en el centre de l'última vèrtebra toràcica, i acaba en l'angle sacrovertebral. És convexa en cap endavant, i la convexitat de les tres vèrtebres de la part inferior és molt més gran que la de les dues superiors. Aquesta corba es descriu com una corba lordòtica.
La corba sacral comença en l'articulació sacrovertebral, i acaba en el punt del coxis; seva concavitat està dirigida cap avall i cap endavant com una corba cifòtica.
La corba toràcica i la sacral (totes dues cifòtiques) també s'anomenen corbes primàries, ja que estan presents en el fetus. Les corbes cervical i lumbar són compensatòries o secundàries, i es desenvolupen després del naixement. La corba cervical es forma quan el nadó és capaç de sostenir el seu cap (als tres o quatre mesos) i seu en posició vertical (als nou mesos). La corba lumbar es forma entre els dotze a divuit mesos, quan el nen comença a caminar.
Les corbes del raquis augmenten la resistència de la columna a les forces de compressió i tracció. Una columna normal (amb les 3 corbes principals correctament desenvolupades) té una resistència a la compressió repetitiva 10 vegades superior a la d'una columna rectilínia. Les corbes fan possible distribuir les forces entre diferents sectors amb una gran riquesa de teixits de suport (fascial, condral, tendinós, muscular), en funció de les posicions corporals i l'activitat realitzada. La pèrdua d'una de les corbes fisiològiques limita de forma important la funcionalitat espinal.

### Superfícies
Superfície anterior
Quan es veu des de davant, l'amplada dels cossos de les vèrtebres es veu augmentada des de la segona vèrtebra cervical (C2) fins a la primera toràcica (T1); hi ha llavors una lleugera disminució en les properes tres vèrtebres (T2, T3, T4); per sota d'aquestes hi ha de nou un augment gradual i progressiu en amplada tan baix com l'angle sacrovertebral. A partir d'aquest punt hi ha una disminució ràpida, fins al vèrtex del còccix.
Superfície posterior
Des del darrere, la columna vertebral es presenta en la línia mitjana de les apòfisis espinoses. A la regió cervical, amb l'excepció de la segona (C2) i la setena vèrtebra (C7), aquestes són curtes, horitzontals i bífides. A la part superior de la regió toràcica es dirigeixen obliquament cap avall; en el mig són gairebé verticals i en la part inferior són gairebé horitzontals. A la regió lumbar són horitzontals. Les apòfisis espinoses se separen mitjançant intervals considerables en la regió lumbar, per intervals més estrets al coll, i estan estretament aproximades en la meitat de la regió toràcica. De tant en tant, un d'aquests processos es desvia una mica de la línia mitjana, que de vegades pot ser indicatiu d'una fractura o un desplaçament de la columna vertebral. A banda i banda de les apòfisis espinoses hi ha la ranura vertebral, formada per les làmines en les regions cervical i lumbar, on és poc profunda, i per les làmines i els processos transversals (també anomenats apòfisis transversals) en la regió toràcica, on és profunda i àmplia; en aquestes ranures s'allotgen els músculs profunds de l'esquena. Lateral a les apòfisis espinoses estan els processos articulars, i encara més lateralment els processos transversals. A la regió toràcica, els processos transversals es mostren cap enrere, en un pla considerablement per darrere del dels mateixos processos en les regions cervical i lumbar. A la regió cervical, els processos transversals es col·loquen davant dels processos articulars, lateral als pedicles i entre els foràmens intervertebrals. A la regió toràcica, són posteriors als pedicles, foramen intervetebrals i apòfisis articulars. A la regió lumbar estan al davant de les apòfisis articulars, però darrere dels foràmens intervertebrals.
Superfície lateral
Els costats de la columna vertebral estan separats de la superfície posterior per les apòfisis articulars en les regions cervical i toràcica, i pels processos transversals de la regió lumbar. A la regió toràcica, els costats dels cossos de les vèrtebres estan marcats en la part posterior per les facetes per a l'articulació amb els caps de les costelles. Més al darrere hi ha els foramens intervertebrals, formats per la juxtaposició de les osques vertebrals, de forma oval, més petits en la part cervical i superior de les regions toràcica, i que augmenten gradualment en grandària a l'última lumbar. Aquests foramens transmeten els nervis espinals especials i estan situades entre les apòfisis transverses a la regió cervical, i enfront d'ells en les regions toràcica i lumbar.

### Els lligaments
Hi ha diferents lligaments implicats en el moviment de les juntes de les vèrtebres de la columna i en el moviment de la columna. Els lligaments longitudinals anteriors i posteriors s'estenen en la longitud de la columna vertebral al llarg de la part frontal i posterior dels cossos vertebrals. Els lligaments interespinals connecten els procesos de la contigua apòfisi espinosa de les vèrtebres. El lligament supraespinós s'estén en la longitud de la columna vertebral al llarg del dors de les apòfisis espinoses, des del sacre a la setena vèrtebra cervical (C7). A partir d'aquí es continua amb el lligament nucal.

### El seu desenvolupament

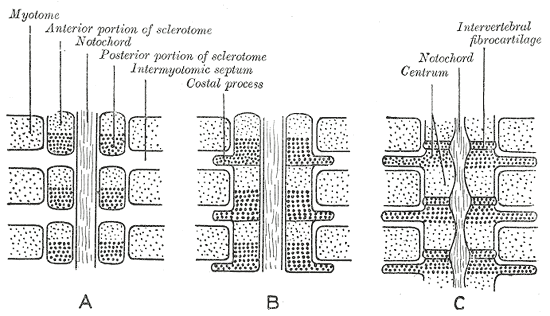
Esquema de com es desenvolupa cada vèrtebra

El patró segmentat sorprenent de la columna vertebral s'estableix durant l'embriogènesi quan els somites s'afegeixen rítmicament a la part posterior de l'embrió. La formació del somita comença al voltant de la tercera setmana, quan l'embrió comença la gastrulació i continua fins que es formen al voltant de 52 somites. Els somites són esferes, formades a partir del mesoderma paraxial que es troba en els costats del tub neural i que contenen els precursors de la medul·la espinal, els nervis de les vèrtebres i alguns del crani, així com els músculs, lligaments i la pell. La somitogènesi i la posterior distribució dels somites és controlat per un model de rellotge i front d'ona que actua en les cèl·lules del mesoderma paraxial. Poc després de la seva formació, els esclerotomes, que donen lloc a alguns dels ossos del crani, vèrtebres i costelles, migren i deixen la resta de la somita enrere. Llavors es divideix per crear el miòtom que formarà els músculs i el dermatoma que formarà la pell de l'esquena. Els esclerotomes es subdivideixen en un compartiment anterior i un de posterior. Aquesta subdivisió té un paper clau en el patró definitiu de les vèrtebres que es formen quan la part posterior d'un somita es fusiona a la part anterior de la somita consecutiva durant el procés anomenat resegmentació.
La interrupció dels mecanismes de somitogènesi en éssers humans dona com a resultat malalties, com ara l'escoliosi congènita. Fins al moment, s'ha demostrat que els homòlegs humans dels tres gens associats amb el procés de la segmentació del ratolí, (MESP2, DLL3 i LFNG), han mutat en els casos d'escoliosi congènita, el que suggereix que els mecanismes implicats en la segmentació vertebral es conserven a través dels vertebrats.
En els éssers humans, els primers quatre somites s'incorporen a la base de l'os occipital del crani i els propers 33 somites formaran les vèrtebres, costelles, músculs, lligaments i la pell. Els somites posteriors restants es degeneren. Durant la quarta setmana de l'embriogènesi, els esclerotomes canvien la seva posició per envoltar la medul·la espinal i el notocordi. Aquesta columna de teixit té una aparença segmentada, amb zones alternes de zones denses i menys denses. A mesura que es desenvolupa l'esclerotoma, es condensa encara més en el desenvolupament del cos vertebral. El desenvolupament de les formes apropiades dels cossos vertebrals està regulat pels gens HOX. El teixit menys dens que separa els segments d'esclerotoma desenvolupa en els discos intervertebrals. El notocordi desapareix en els segments d'esclerotoma (cos vertebral), però persisteix en la regió dels discos intervertebrals com el nucli polpós. El nucli polpós i les fibres de l'anell fibrós componen el disc intervertebral.
Les corbes primàries (toràcica i sacra) es forma durant el desenvolupament fetal. Les corbes secundàries es desenvolupen després del naixement. Les formes de curvatura del coll de l'úter es formen com a resultat de l'elevació del cap i les formes de curvatura lumbar es formen com a resultat de caminar.

## Funció

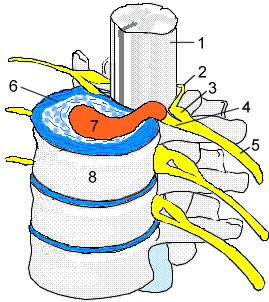
1- Mèdul·la espinal, 2- arrel del nervi espinal, 3- gangli espinal, 4- arrel ventral, 5- nervi espinal, 6 e 7- disc intervertebral (aquí amb un exemple d'hèrnia discal: la part central vermella està herniada posterior-lateralment sobre l'arrel ventral (4), fent compressió sobre aquest), 6- Anulus fibrosus, 7- Nucleus pulposus, 8- Corpus vertebrae

La columna vertebral envolta la medul·la espinal, que es desplaça dins del canal medul·lar, format a partir d'un orifici central dins de cada vèrtebra. La medul·la espinal és part del sistema nerviós central que subministra els nervis i rep informació des del sistema nerviós perifèric dins el cos. La medul·la espinal es compon de substància grisa, substància blanca i una cavitat central (el conducte ependimari), a més de les cobertes meníngiques que l'envolten. Al costat de cada vèrtebra emergeixen els nervis espinals. Els nervis espinals proporcionen el subministrament nerviós simpàtic al cos, amb els nervis emergents de la cadena simpàtica i els nervis esplàcnics (nervis simpàtics originats als ganglis nerviosos toràcics paravertebrals, però que inerven estractures abdominals).
El canal medul·lar segueix les diferents corbes de la columna; és gran i triangular en aquelles parts de la columna que gaudeixen de la major llibertat de moviment, com ara les regions cervical i lumbar; i és petit i arrodonit a la regió toràcica, on el moviment és més limitat. La medul·la espinal acaba en el con medul·lar (conus medullaris), habitualment a nivell de les vèrtebres L1-L2, i en la 'cua de cavall' (cauda equina), un feix de nervis i arrels nervioses espinals format pel segon al cinquè parells de nervis lumbars, pel primer al cinquè parells de nervis sacres i pel nervi coccigi. La cua de cavall ocupa la cisterna lumbar, un espai subaracnoidal inferior al con medul·lar.

## Importància clínica
La dorsopatia es refereix a una condició del detriment de la columna vertebral. Aquests inclouen diverses malalties de l'esquena o la columna vertebral («dorso-»), com ara la cifosi. La dorsàlgia es refereix a aquelles condicions que causen mal d'esquena, com per exemple l'escoliosi.
Algunes altres malalties de la columna vertebral inclouen l'atròfia muscular espinal, l'espondiloartritis anquilosant, l'estenosi espinal lumbar, l'espina bífida, tumors de la medul·la espinal, l'osteoporosi i la síndrome de cauda equina.

### Malalties

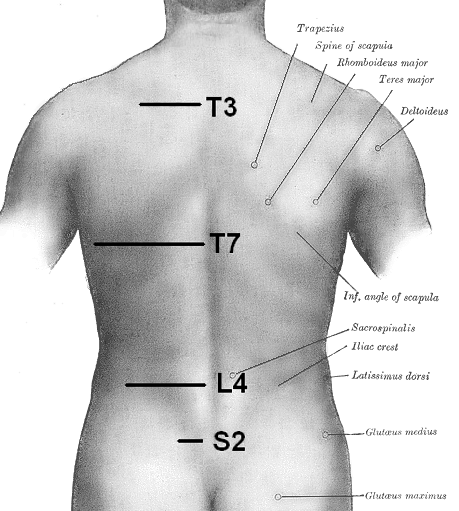
Orientació de la columna vertebral en la superfície. T3 es troba a nivell de la part medial de l'espina de l'escàpula; T7 és l'angle inferior de l'escàpula; L4 està en el punt més alt de la cresta ilíaca. S2 està en el nivell de l'espina ilíaca superior posterior. També C7 es localitza fàcilment com una prominència a la part inferior del coll.

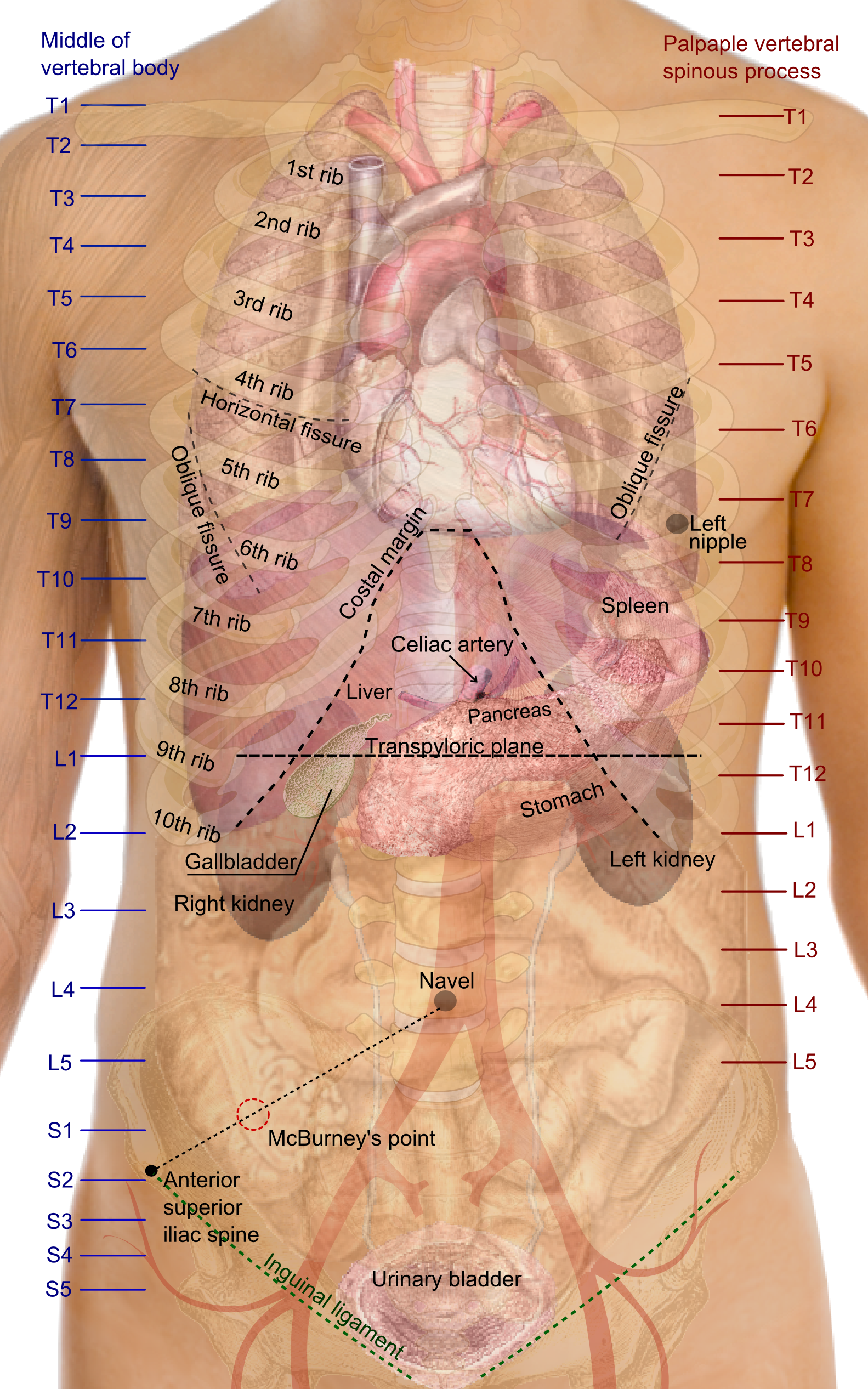
Projeccions de la superfície dels òrgans del tors. La línia transpilòrica es veu en la vèrtebra lumbar L1

L'espina bífida és un trastorn congènit en el qual hi ha un tancament defectuós de l'arc vertebral. A vegades les meninges espinals i la medul·la espinal poden sobresortir a través d'aquest, i això es diu spina bifida cystica. Quan la condició no implica aquest sortint es coneix com a spina bifida occulta. En alguns casos, tots els arcs vertebrals estan incomplets.
L'hemivèrtebra, o vèrtebra en cunya, és la patologia congènita més freqüent de la columna vertebral i consisteix en un incorrecte desenvolupament d'una o més vèrtebres. La seva causa és un error en la formació o segmentació dels somites durant l'osteogènesi, de vegades secundari a una insuficient irrigació sanguínia de l'embrió o a l'exposició materna a diversos tòxics. Les hemivèrtebres provoquen una angulació de la columna i es veuen molt sovint en defectes de la curvatura d'aquesta. La localització més comuna de les hemivèrtebres és la regió toràcica mitja (especialment a nivell de T8) i constitueix l'anomalia vertebral que més complicacions neurològiques comporta. Hi ha quatre tipus diferents: incarcerades, no incarcerades, segmentades i no segmentades. Una hemivèrtebra incarcerada és la que s'ajusta al cos vertebral superior i inferior a ella; mentre que la no incarcerada està desajustada i altera la corba espinal. L'hemivèrtebra segmentada, o lliure, té un cos defectuós i el disc superior i l'inferior normals. La no segmentada està fusionada amb les vèrtebres contigües. Molts casos d'hemivèrtebra provoquen molèsties lleus o moderades i no necessiten tractament, altres s'associen a estenosi espinal, paràlisi, inestabilitat columnar o fractures vertebrals i requereixen cirurgia. Sovint s'acompanyen d'altres malformacions.
Les anomalies de la transició lumbosacra també tenen un origen congènit i es veuen amb freqüència en la població general, amb uns graus i repercussions clíniques molt dispars. Fonamentalment, existeixen dues anomalies principals: la fusió, parcial o complerta del primer cos vertebral del sacre amb l'última vèrtebra lumbar (lumbarització de S1); o alteracions en la disposició i morfologia de l'última lumbar que la fan similar des del punt de vista funcional a la S1 (sacralització de L5). L'existència d'aquests canvis congènits altera l'equilibri dinàmic de la columna i provoca sovint lumbàlgia crònica i/o protrusions discals focals o difuses en persones relativament joves.
Una altra, encara que rara, malaltia congènita és la síndrome de Klippel-Feil, que és la fusió de dues o més vèrtebres cervicals i que pot acompanyar-se d'altres alteracions òssies i/o viscerals. La inestabilitat de les vèrtebres adjacents a la fusió fa que els vasos estiguin desprotegits davant els moviments que generin forces de cisallament, fet que facilita la producció de disseccions a les artèries vertebrals, les quals poden comportar accidents vasculars cerebrals.
L'espondilolistesi és el desplaçament cap endavant d'una vèrtebra i la retrolistesi és un desplaçament posterior d'un cos vertebral respecte a la vèrtebra adjacent a un grau menor que una dislocació.
L'hèrnia discal, anomenada més comunament com «hèrnia de disc», és el resultat d'una ruptura o fissura radial de l'anell exterior (anulus fibrosus) del disc intervertebral, que permet a una part del nucli polpós, fet d'un material similar a un gel tou, sobresortir en forma d'hèrnia. La protrusió discal consisteix en la deformació de l'envoltori fibrós per la pressió del material gelatinós del nucli sobre ell. Tant la protrusió com l'hèrnia tenen lloc quan la pressió interior del disc és major que la resistència de l'envoltori. Els factors que intervenen en la gènesi d'aquestes patologies són diversos: degeneració del disc intervertebral i del lligament longitudinal (pròpia del procés d'envelliment), microtraumatismes repetits que provoquen estrés mecànic sobre la columna, pes corporal excessiu o una combinació de dits factors. A més dels esmentats factors, també existeix una certa predisposició genètica en un gran nombre d'individus, almenys pel que fa a les hèrnies lumbars.
L'estenosi espinal és un estrenyiment del canal espinal que pot ocórrer en qualsevol regió de la columna vertebral, encara que amb menys freqüència a la regió toràcica. L'estenosi pot constrènyer la pujada del canal espinal per donar un dèficit neurològic.
La hiperostosi esquelètica idiopàtica difusa (malaltia de Forestier-Rotés Querol), fou descrita per Forestier i el seu alumne Jaume Rotés l'any 1950, amb el nom d'hiperostosi anquilosant vertebral senil. Se sap, avui dia, que la malaltia no afecta exclusivament -si bé de ho fa de forma selectiva- la columna vertebral i que pot aparèixer en persones no ancianes. Amb independència del seu nom, es tracta d'una malaltia sistèmica de les entèsis (les zones d'unió entre els ossos i els tendons, lligaments i càpsules articulars), amb un escàs component inflamatori i caracteritzada per l'ossificació-calcificació patològica del lligament anterior longitudinal de la columna, predominantment al segment toràcic. Predomina en homes i la seva prevalença és superior al 10% en pacients amb més de 70 anys, encara que pot ser del 25% en determinades poblacions. Presenta uns canvis radiològics molt peculiars i cal establir un acurat diagnòstic diferencial amb altres malalties que modifiquen la columna, com ara l'espondilitis anquilosant, l'espondilosi deformant, la fluorosi o l'artropatia retinoide.
El dolor al còccix es coneix com a coccigodinia.
Una lesió medul·lar és el dany a la medul·la espinal que causa canvis en la seva funció, ja sigui temporal o permanent.

### Curvatura
L'excessiva curvatura de la columna o una curvatura anormal està classificada com una malaltia espinal o dorsopatia, i inclou les següents curvatures anormals:
- la cifosi és una curvatura cifòtica exagerada (còncava) a la regió toràcica, també anomenada hipercifosi. Això produeix l'anomenada gepa, una condició comunament resultant d'osteoporosi. La cifosi de Scheuermann és una deformitat estructural de la columna toràcica o toracolumbar, d'aparició prepuberal i que empitjora durant l'adolescència. Es creu que té un origen hereditari multifactorial. La malaltia pot evolucionar de forma ràpidament progressiva i fer-se simptomàtica al llarg d'uns anys, causant dolor intens, perjudici estètic greu i incapacitació.[28]
- la lordosi és una curvatura lordòtica exagerada (convexa) de la regió lumbar, que es coneix com a hiperlordosi i també com. La lordosi temporal és comuna durant l'embaràs.
- l'escoliosi, la curvatura lateral, és la curvatura anormal més comuna, que es produeixen en el 0,5% de la població. És més comuna entre les dones i pot ser el resultat d'un creixement desigual dels dos costats d'una o més vèrtebres, de manera que no es fusionen correctament. També pot ser causada per atelèctasi pulmonar (disminució parcial o completa del volum d'un o més lòbuls dels pulmons) com s'observa en l'asma o en el pneumotòrax.
- la cifoescoliosis, una combinació de cifosi i escoliosi. Les cifoescoliosis greus s'associen al desenvolupament d'hèrnies hiatals,[29] dificultats respiratòries i hipertensió pulmonar.[30]

### Punts de referència anatòmics
Les vèrtebres de la columna vertebral humana i en particular les apòfisis espinoses del seu cos vertebral es poden notar palpant-les manualment i s'utilitzen com a punts de referència anatòmics en l'exploració clínica o radioescòpica. Això proporciona criteris topogràfics que poden ser utilitzats per guiar certs procediments terapèutics o de diagnosi, com per exemple una punció lumbar o una infiltració anestèsica. Els punts de referència vertical serveixen per delimitar la posició d'altres estructures orgàniques, com poden ser el pílor, el diafragma o la melsa.

## La columna vertebral d'altres animals

### Variació en les vèrtebres

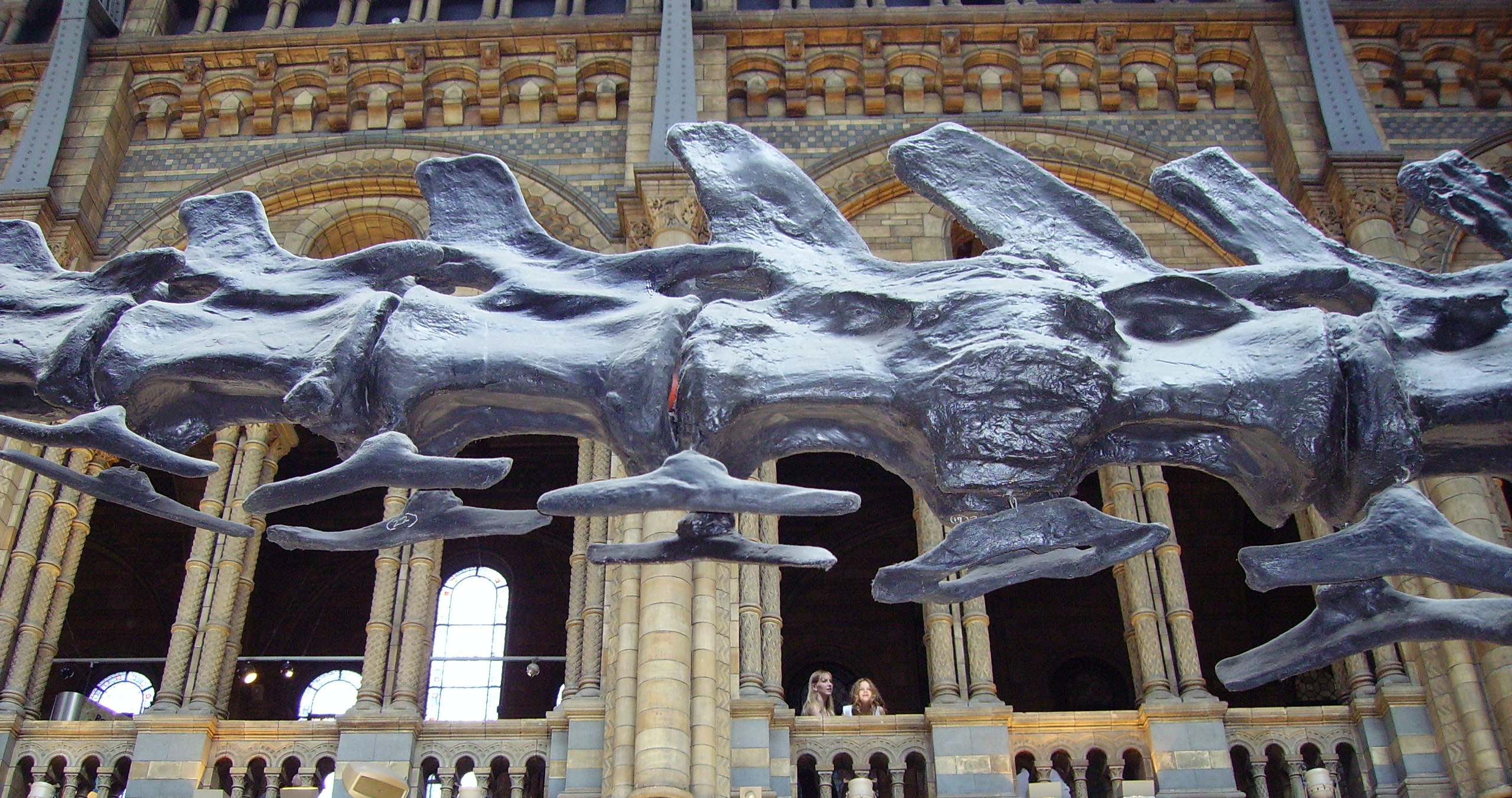
Vèrtebres caudals de diplodoc mostrant els xebrons de doble viga en la part inferior. Museu de Història Natural de Londres

L'estructura general de les vèrtebres en altres animals és en gran part la mateixa que en els éssers humans. Les vèrtebres individuals es componen d'un centrum (cos), els arcs que sobresurten de la part superior i inferior del centrum, i diversos processos que es projecten des del centrum i / o arcs. L'arc que s'estén des de la part superior del centrum es diu arc neural, mentre que l'arc hemal o xebró es troba per sota del centrum, en la vèrtebra caudal (cua) dels peixos, la majoria de rèptils, algunes aus, alguns dinosaures i alguns mamífers amb llargues cues .
Els processos vertebrals poden donar una estructura rígida, ajudada amb articulacions amb costelles, o servir com a punts d'unió de músculs. Els tipus més comuns són processos transversals, diapòfisi, parapòfisi i zigapòfisi (tant el zigapòfisi cranial com el zigapòfisi cabal). El centrum de la vèrtebra pot ser classificat en base de la fusió dels seus elements. En els temnospòndils, els ossos com ara l'apòfisi espinosa, el pleurocentrum i l'intercentrum, són ossificacions separades. Però els elements fusionats es classifiquen com una vèrtebra que té holospòndila (condició de tenir el centre de les vèrtebres fusionades).
Una vèrtebra també pot ser descrita en termes de la forma dels extrems del centrum: 
- La vèrtebra acoelous té el centrum amb els extrems plans, com els dels mamífers. Aquests extrems plans del centrum són especialment bons en el suport i la distribució de forces de compressió.
- La vèrtebra amphicoelous té el centrum amb els dos extrems còncaus. Aquesta forma és comuna en els peixos, on la majoria de moviments estan limitats. El centrum de la vèrtebra amphicoelous sovint s'integra amb un notocordi complet.
- La vèrtebra procoelous té la vèrtebra còncava en l'interior i convexa en la part posterior. Es troben a les granotes i rèptils moderns.
- La vèrtebra opistocoelous és tot el contrari, la vèrtebra és convexa a l'interior i còncava a la part posterior. Es troben en les salamandres, i en alguns dinosaures no aviaris.
- La vèrtebra heterocoelous té superfícies articulars en forma de cadira de muntar. Aquest tipus de configuració es veu en les tortugues, que es retreuen els seus colls, i les aus, perquè permet extens moviment de flexió lateral i vertical sense estirar massa extensivament el cordó nerviós o retorçant al voltant del seu eix llarg.

En els cavalls, el cavall àrab pot tenir un menys vèrtebres i un parell de costelles. Aquesta anomalia desapareix en els poltres que són el producte d'un àrab i una altra raça de cavall.

### Les regions vertebrals
Les vèrtebres es defineixen per les regions de la columna vertebral on es troben, de la mateixa manera que en els éssers humans.
Les vèrtebres cervicals són les de la zona del coll. Amb l'excepció dels dos gèneres de peresós (Choloepus i Bradypus) i un gènere de manatí, (Trichechus), tots els mamífers tenen set vèrtebres cervicals. En altres vertebrats, el nombre de vèrtebres cervicals pot variar des d'una sola vèrtebra en amfibis, a tants com 25 en cignes o les 76 del plesiosaure extingit Elasmosaurus.
Les vèrtebres dorsals vèrtebres són les vèrtebres situades entre la part inferior del coll fins a la part superior de la pelvis. Les vèrtebres dorsals unides a les costelles es diuen vèrtebres toràciques, mentre que aquells sense nervadures s'anomenen vèrtebres lumbars.
Les vèrtebres sacres són les de la regió pelviana, i van des d'una en els amfibis, a les dues de la majoria de les aus i els rèptils moderns, o fins de tres a cinc en els mamífers. Quan es fusionen diverses vèrtebres sacres en una sola estructura es diu sacre.
El synsacrum és una estructura fusionada similar que es troba en aus, formada per la fusió de les vèrtebres sacra, lumbar, i algunes vèrtebres toràciques i caudal, així com la cintura pelviana.
Les vèrtebres caudals que formen la cua es poden fusionar amb les vèrtebres finals per a formar el pigostil a les aus, o el còccix o cua en els ximpanzés (i els éssers humans).

### Peixos i amfibis

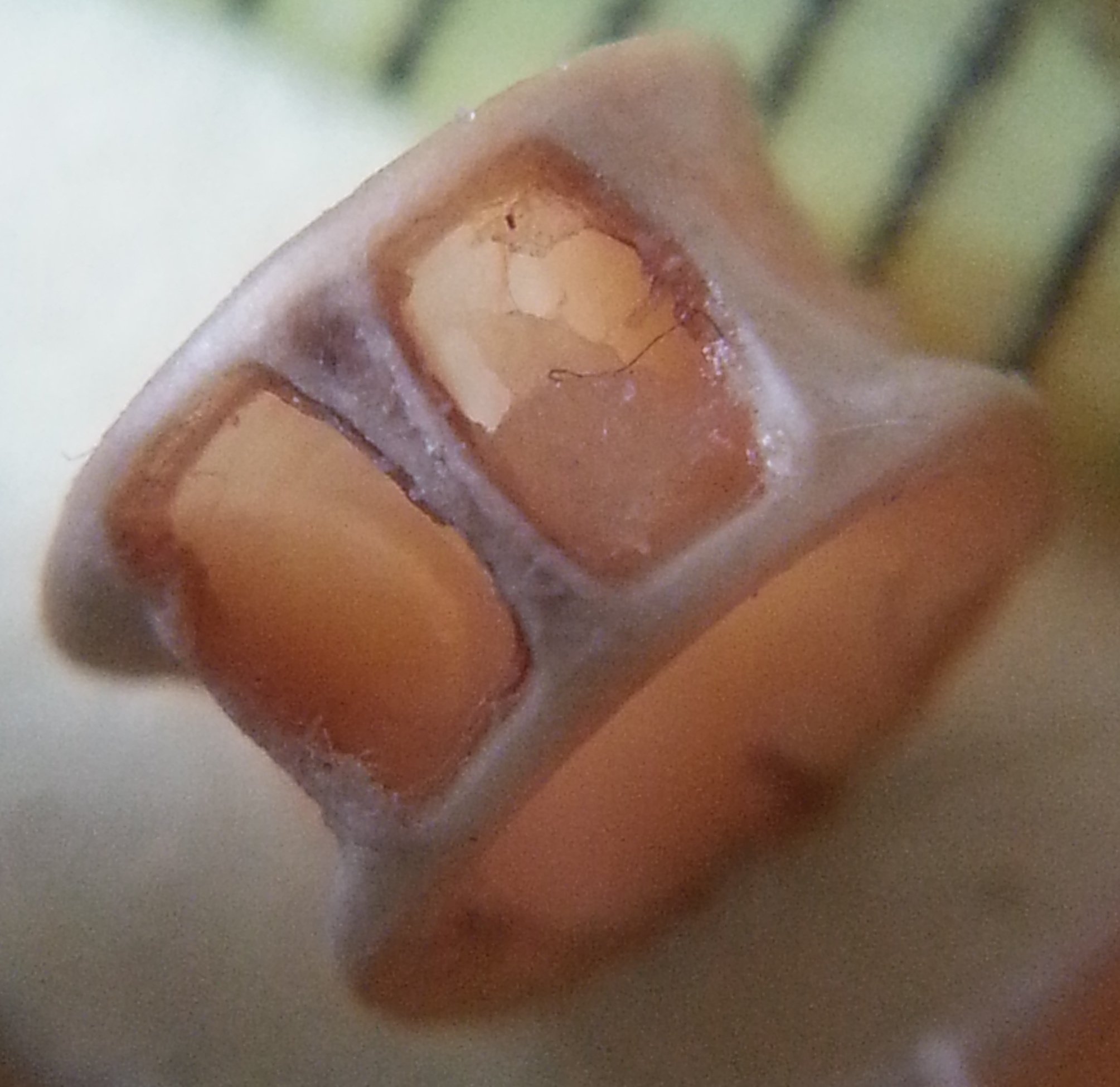
Vèrtebra d'un petit Actinopterygii (5 mm de diàmetre)

Les vèrtebres dels sarcopterigis consten de tres elements ossis discrets. L'arc vertebral envolta la medul·la espinal i, en general, és de forma similar a la trobada en la majoria d'altres vertebrats. Just a sota de l'arc es troba un petit pleurocentrum, similar a una placa, que protegeix la superfície superior del notocordi. Per sota d'això, hi ha un intercentrum més gran en forma d'arc per protegir la part inferior. Ambdues estructures estan integrades dins d'una única massa cilíndrica del cartílag.
Una disposició similar es va trobar en els labyrinthodonts primitius, però en la línia evolutiva que va conduir a rèptils (i per tant, també a mamífers i aus), l'intercentrum es va convertir en part, o totalment, en un ampli pleurocentrum, que al seu torn es va convertir en el cos vertebral òssi.
En la majoria dels actinopterigis, incloent tots els teleostis, tenen dues estructures que es fusionen i s'incrusten dins d'una peça sòlida d'os que superficialment s'assembla el cos vertebral dels mamífers.
En els amfibis, és simplement una peça cilíndrica d'os per sota de l'arc vertebral, sense rastre dels elements separats presents en els primers tetràpodes.
En els peixos cartilaginosos, com ara els taurons, les vèrtebres consten de dos tubs cartilaginosos. El tub superior està format a partir dels arcs vertebrals, però també inclou estructures cartilaginoses addicionals de farciment en els espais entre les vèrtebres de manera que tanquen la medul·la espinal en una funda essencialment contínua. El tub inferior envolta el notocordi i té una estructura complexa, incloent sovint múltiples capes de calcificació.
Les llamprees tenen arcs vertebrals, però res semblant als cossos vertebrals que es troben en tots els vertebrats superiors. Fins i tot els arcs són discontinus, que consisteix en peces separades de cartílag en forma d'arc al voltant de la medul·la espinal en la majoria de les parts del cos, canviant a llargues tires de cartílag per sobre i per sota a la regió de la cua.
Els mixinoïdeus no tenen una veritable columna vertebral i, per tant, no es consideren vertebrats, però tenen uns petits arcs neurals presents a la cua.

### Altres vertebrats

Esquelet de colom amb el pigostil marcat amb el número 17

L'estructura general de les vèrtebres humanes és bastant típica, de la qual es troba en els mamífers, rèptils i aus. La forma del cos vertebral, però, varia una mica entre els diferents grups.
En els mamífers, com ara éssers humans, en general té les superfícies superior i inferior planes, mentre que en rèptils la superfície anterior comunament té un allotjament còncau en el qual la cara convexa ampliada del proper cos vertebral encaixa. Fins i tot aquests patrons són només generalitzacions, però i pot haver variació en la forma de les vèrtebres al llarg de la longitud de la columna vertebral, fins i tot dins d'una mateixa espècie. Algunes variacions inusuals inclouen els sòcols en forma de cadira entre les vèrtebres cervicals de les aus i la presència d'un canal buit estret que recorre el centre dels cossos vertebrals dels geckos i tuatara, que contenen una resta del notocordi.
Sovint els rèptils conserven l'intercentrum primitiu, que està present com petits elements ossis en forma de mitja lluna que es troben entre els cossos de les vèrtebres adjacents; estructures similars es troben sovint en les vèrtebres cabals dels mamífers. A la cua, aquestes estan unides als ossos en forma de xebrons, anomenats arcs hemàtics, que s'uneixen sota de la base de la columna vertebral i ajuden a mantenir la musculatura. Aquestes últimes són, probablement, els ossos homòlegs amb les costelles ventrals dels peixos. El nombre de vèrtebres de l'espina dorsal dels rèptils és molt variable, i poden ser diversos centenars en algunes espècies de serps.
En les aus, hi ha un nombre variable de vèrtebres cervicals, que sovint formen l'única part veritablement flexible de la columna vertebral. Les vèrtebres toràciques es fusionen parcialment, proporcionant una brida sòlida per a les ales durant el vol. Les vèrtebres sacres es fusionen amb les vèrtebres lumbars, i algunes vèrtebres toràciques i caudals, per formar una sola estructura, el synsacrum, que és per tant de major longitud relativa que el sacre dels mamífers. En les aus, les vèrtebres caudals restants es fusionen en un os addicional, el pigostil, per a la fixació de les plomes de la cua.
A part de la cua, el nombre de vèrtebres en els mamífers és generalment bastant constant. Gairebé sempre hi ha set vèrtebres cervicals (el peresós i el manatí estan entre les poques excepcions). En general, hi ha de tres a cinc vèrtebres en el sacre, i entre cap fins a cinquanta vèrtebres caudals.

### Dinosaures
La columna vertebral en els dinosaures consistia en vèrtebres cervicals (coll), dorsals (esquena), sacres (maluc), i vèrtebres caudals (cua).
Les vèrtebres dels dinosaures posseïen característiques conegudes com a pleurocoel, que són depressions buides en les porcions laterals de les vèrtebres, que va servir per disminuir el pes d'aquests ossos sense sacrificar la resistència. Molts investigadors creuen que aquests pleuroceoels estaven plens de sacs d'aire, que haurien disminuït de pes addicional. En dinosaures sauròpodes, els majors vertebrats terrestres coneguts, els pleurocoels podien haver reduït el pes de l'animal per més d'una tona en alguns casos, una adaptació evolutiva que va ajudar els animals que van créixer a més de 30 metres de longitud.
En molts dinosaures hadrosaures i teròpodes, les vèrtebres caudals van ser reforçades per tendons ossificats. La presència de tres o més vèrtebres sacres, en associació amb els ossos del maluc, és una de les característiques definitòries dels dinosaures. El còndil occipital és una estructura de la part posterior del crani d'un dinosaure que s'articula amb la primera vèrtebra cervical.